# Omelochel
Omelochel (auch: Gomologel, Komoloki Island, Komolokl) ist eine Insel im Inselstaat Palau im Pazifischen Ozean.

## Geographie
Die Insel im Gebiet von Airai bildet zusammen mit den Inseln Garreru, Ngedert und Ngeream die östliche Begrenzung im Südabschnitt des Kanals Toachel Mid zwischen Babeldaob und Koror. Nur schmale Kanäle trennen die Inseln jeweils voneinander. Die Küstenlinie ist durch Mangrovenbestand und die zerklüftete Struktur der ehemaligen Riffkrone geprägt. Die Insel ist die südlichste Insel im Kanal. Die Riffkrone erstreckt sich jedoch noch fast einen Kilometer weit, bevor der Toachel Mid in den Arangel Channel mündet. Die Insel ist dicht bewaldet und unbewohnt.